# Kolumna neuronalna
Kolumna neuronalna (ang. cortical column) – struktura kory mózgowej składająca się z 10000 do 100000 neuronów. Składa się zazwyczaj z sześciu warstw, sygnały z każdej z warstw wysyłane są do określonych obszarów mózgu. Kolumny neuronalne mają wysokość odpowiadającą grubości kory mózgowej, która waha się  od 2 mm do 5 mm w obszarze V1. Kolumnowa funkcjonalna organizacja kory, jak oryginalnie sformułował Vernon Mountcastle, stwierdza, że neurony których horyzontalna odległość jest większa niż pół milimetra nie mają wspólnych nakładających się odbiorczych pól sensorycznych. Reguła ta odzwierciedla charakterystykę lokalnych połączeń w korze mózgowej, połączenia prostopadłe do płaszczyzny kory mózgowej są znacznie częstsze niż lokalne połączenia równoległe do płaszczyzny kory mózgowej.
Typowa kolumna zawiera tysiące mikroobwodów, w niewielkim stopniu sprzężonych ze światem zewnętrznym. Neurony kilkunastu rodzajów pobudzają się wzajemnie za pomocą różnorakich synaps. Podstawowym zadaniem kolumny jest rozróżnianie dochodzących do niej sygnałów, tworzenie niepowtarzalnej sygnatury, którą inne kolumny będą mogły odczytać.

Przeczytaj ostrzeżenie dotyczące informacji medycznych i pokrewnych zamieszczonych w Wikipedii.